# Lacanobia tangens
Lacanobia tangens là một loài bướm đêm trong họ Noctuidae.